# غريغ بيكنل
غريغ بيكنل (بالإنجليزية: Greg Bicknell)‏ هو لاعب كرة قاعدة أمريكي، ولد في 10 يونيو 1969.

## وصلات خارجية
- غريغ بيكنل على موقعبيزبول رفرنس.كوم (الدوري الثانوي) (الإنجليزية)